# Hooft (Adels- und Patriziergeschlecht)

Hooft, Adelswappen aus 1842

Hooft (auch Hooft de Woudenberg et de Gerestein, Hooft van Vreeland, Corver Hooft, Hooft Graafland) ist der Name eines Amsterdamer Regenten- und Patriziergeschlechts aus dem Goldenen Zeitalter, welches im 19. Jahrhundert mit dem Prädikat Jonkheer in den Neuen Niederländischen Adelsstand eingeführt wurde.

## Geschichte

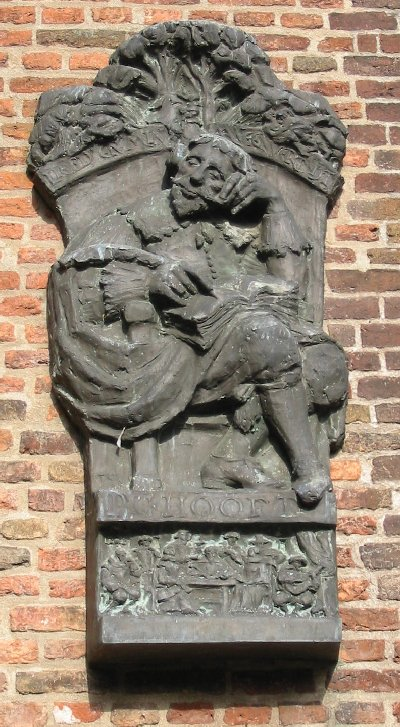
Wandrelief von Pieter Corneliszoon Hooft an der Außenmauer des Muiderslot

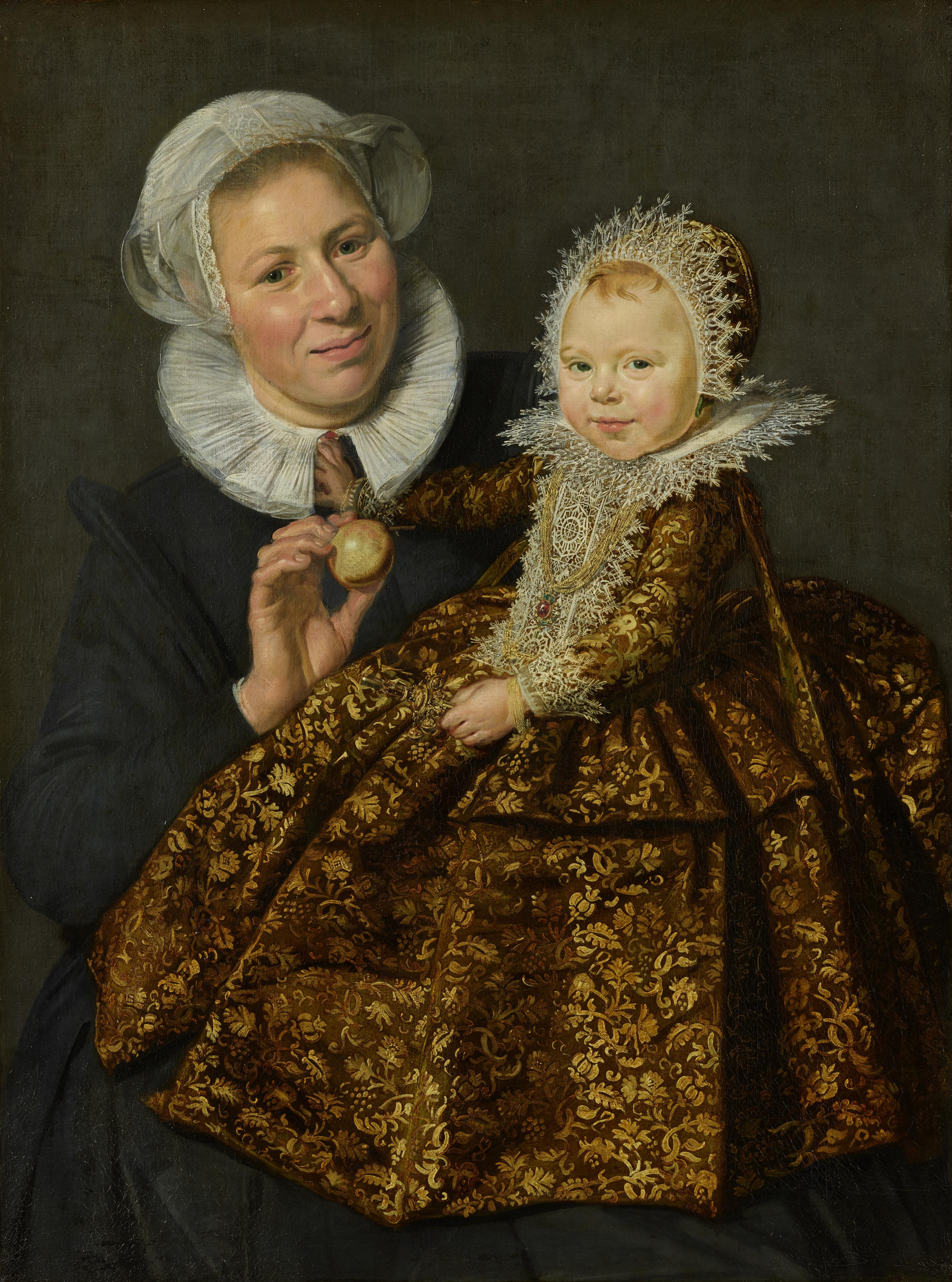
Catharina Hooft mit ihrer Amme, Gemälde von Frans Hals, Gemäldegalerie Berlin

### Beginn
Die Familie Hooft stammte ursprünglich aus dem Gebiet von Zaanstreek, in der heutigen Provinz Nordholland, und deren Mitglieder waren seit dem Ende des 15. Jahrhunderts als Schiffer und Händler bekannt. Willem Jansz Hooft († 1552) kann als erster bekannter Stammherr der Familie angesehen werden. Sein Sohn Pieter Willemsz Hooft († 1559) war ein reicher Eisenhändler und Schiffsreeder. Um das Jahr 1550 festigte sich eine Linie der Familie Hooft in Amsterdam, um von dort aus einen florierenden Getreidehandel mit dem Baltikum zu betreiben.

### Goldenes Zeitalter
Zum Ende des 16. Jahrhunderts, dem Beginn des Goldenen Zeitalters, gelangte das Geschlecht in die Amsterdamer Regierung, wo es einen immer größer werdenden politischen Einfluss erhielt. Pieter Willemsz' Sohn Cornelis Hooft war an der Wende vom 16. zum 17. Jahrhundert ein bedeutender Amsterdamer Stadtregent. Sein Neffe Pieter Jansz Hooft war ein Freund von Jakob de Graeff Dircksz, mit welchem er in Amsterdam ein chemisches Labor betrieb. Dort erfanden sie ein Perpetuum mobile, welches von Cornelis Jacobszoon Drebbel am Hof des englischen Königs präsentiert wurde. Drebbel gab die Erfindung als sein Werk aus, als aber durch eine Unvorsichtigkeit der Königin die Maschine defekt wurde, konnte sie Drebbel nicht mehr reparieren. Pieters Tochter Catharina Hooft, welche Cornelis de Graeff heiratete, wurde schon als Kind zu einer bekannten Person der Kunstgeschichte gemacht, als sie von Frans Hals gemeinsam mit ihrer Amme gemalt wurde. Ein weiteres berühmtes Familienmitglied war der Sohn von Cornelis Hooft, Ritter Pieter Corneliszoon Hooft, ein bedeutender niederländischer Dichter und Historiker, welcher Truchsess von Muiden war, und um den sich der literarische und musikalische Zirkel Muiderkring gründete.
Im 17. Jahrhundert gehörte das Geschlecht zu den einflussreichsten in Holland, diverse Familienmitglieder waren mit den Geschlechtern der De Witt, Bicker, De Graeff, Van Hogendorp, Van der Dussen, Van Slingelandt, Van den Bosch, Valckenier und den Overlanders verwandt.
Weitere Familienmitglieder waren Henrick Hooft, der Grundherr von Oudkarspel, Schoten und Schoterbosch, welcher am Ende des Goldenen Zeitalters ein oranisch gesinnter Amsterdamer Stadtregent war.

### Oligarchie des 18. Jahrhunderts
Hendriks Sohn Gerrit Hendricksz Hooft (1649–1717), war ebenfalls ein oftmaliger Bürgermeister seiner Heimatstadt, und sein Bruder Willem Hooft (1661–1740), welcher mit Johan de Witts Tochter Maria verheiratet war, wurde Bürgermeister von Delft, Deichgraf des Delftlandes sowie der Leiter über die Niederländische Ostindien-Kompanie (VOC). Gerrit Hendricksz Hoofts Söhne Daniël Hooft van Vreeland (1675–1743) und Gerrit Hooft (1684–1767), sowie dessen Sohn Gerrit Gerritsz Hooft (1708–1780) setzten die oligarchische Bürgermeister-Tradition im Verlauf des 18. Jahrhunderts nahtlos fort. Daniëls Sohn Hendrik Hooft (1716–1794), Vader Hooft, war einer der letzten bedeutenden republikanisch gesinnten holländischen Regenten, welcher einer der wichtigsten Vertreter der Patriotenbewegung der Jahre von 1781 bis 1788 war.

### Adel der Niederlande
Daniël Hooft van Vreeland (1675–1743) hatte einen jüngeren Bruder, Hendrik Gerritsz Hooft (1676–1752), und dessen Enkelsohn Gerrit Lodewijk Hendrik Hooft (1779–1872), Bürgermeister von Loosduinen und Den Haag, wurde 1816 mit dem Prädikat Jonkheer in den Niederländischen Adel aufgenommen.
Weitere Nachkommen von Daniël Hooft van Vreeland, Daniël Hooft (1788–1860) Hendrik Daniël Hooft van Woudenberg van Geerestein (1798–1879), wurden 1815 resp. 1842 mit dem Prädikat Jonkheer in den Niederländischen Adel aufgenommen.
Gerrit Hoofts (1684–1767) weiterer Sohn Hendrik Hooft (1710–1801) hatte Hester Hooft (1740–1791) und Constantia Geertruida Hooft (1749–1824) als Töchter. Hester ehelichte Joan Graafland (1736–1799), Grundherr von Schotervlieland und ontvanger-generaal der admiraliteit te Amsterdam, und deren Sohn Hendrik Hooft Graafland (1764–1828) begründete das Geschlecht Hooft Graafland. Constantia Geertruida ehelichte Hendrik Nicolaas Hasselaer, und deren Sohn Henrik Hooft Hasselaer begründete das Geschlecht Hooft Hasselaer. Diese Linie wurde mit Mr. Ferdinand und Mr. Cornelis Hendrik Theodorus Adrianus Hooft Graafland im Jahre 1895 in den niederländischen Adel aufgenommen. Die verwandte Familie Graafland wurde schon im Jahre 1815 mit Mr. Joan Graafland in den neuen niederländischen Adelsstand eingeführt. Beide Familienzweige erhielten das Adelsprädikat Jonkheer.
Die Familie Hooft blüht noch durch diverse adelige und patrizische Zweige.

## Wappen
- Träger Cornelis Pietersz Hooft (1547–1626), Bürgermeister von Amsterdam, Vater von Pieter Corneliszoon Hooft. Wappenschild: In Rot ein silberner Männerkopf mit goldenem Haar, umhüllt von einem grünen Lorbeerkranz.[4]

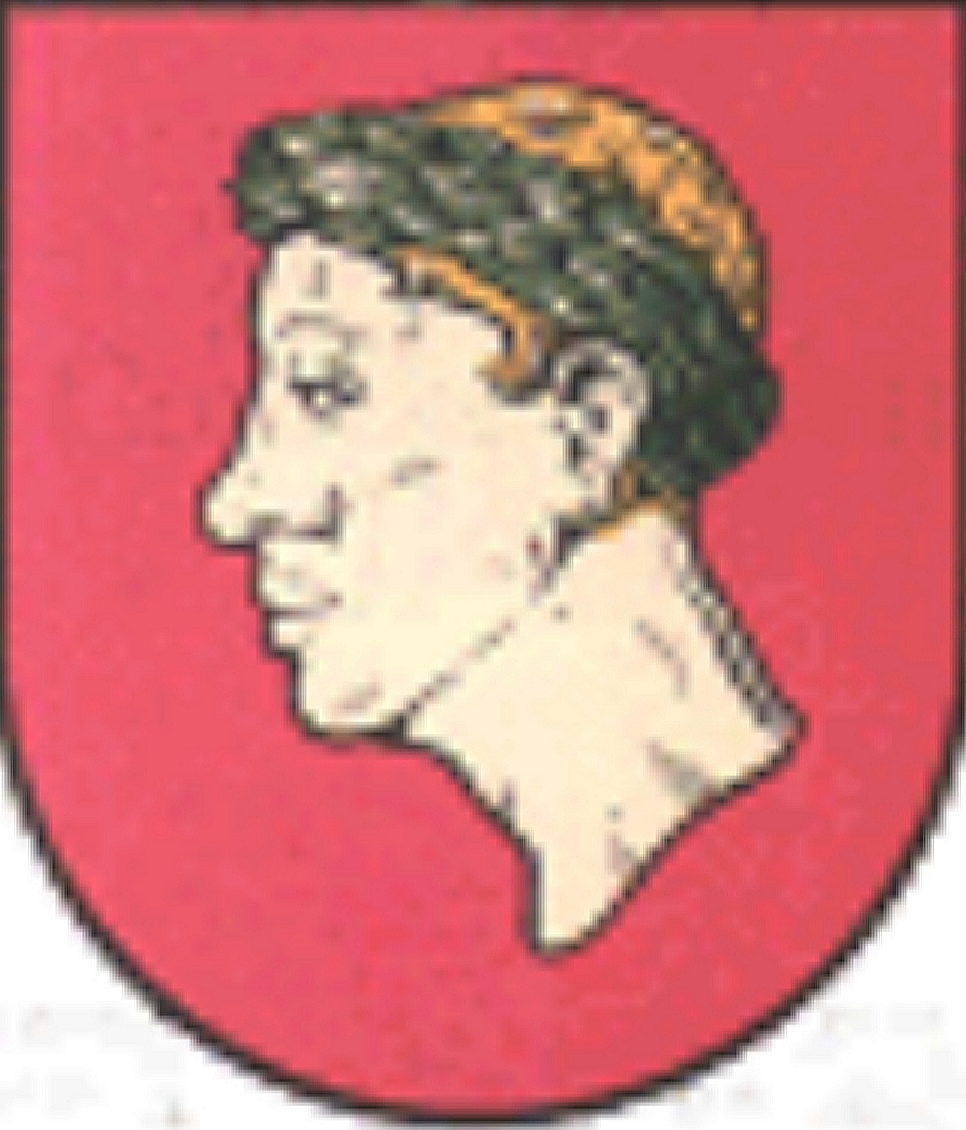
Wappenschild des Cornelis (Pietersz) Hooft

- Träger Pieter Corneliszoon Hooft (1581–1647), Sohn des vorherigen; Drost van Muiden, Gerichtsvollzieher von Naarden und Gooiland, Oberster Gerichtsvollzieher und Deichgraf von Weesp, Weesperkarspel und Hoog-Bijlmer, Dichter und Historiker. Wappenschild: In Rot ein nach rechts gewendeter silberner Männerkopf mit goldenem Haar, umwickelt mit einem grünen Lorbeerkranz, von hinten zusammengebunden durch einen blauen Schleier, übersät mit goldenen Lilien. Anmerkung:  Diese königlichen Lilien sind das Ergebnis eines Adelsbriefes von König Ludwig XIII. von Frankreich, den dieser Hooft gleichzeitig mit dem Ordre de Saint-Michel im Jahr 1639 als Zeichen der Anerkennung für dessen Werk „Das Leben Heinrichs IV.“, dem Vater des Königs, verliehen hatte. Hooft wurde dann auch das Recht gegeben, eine strahlende Sonne als Helmzeichen zu verwenden.[5]

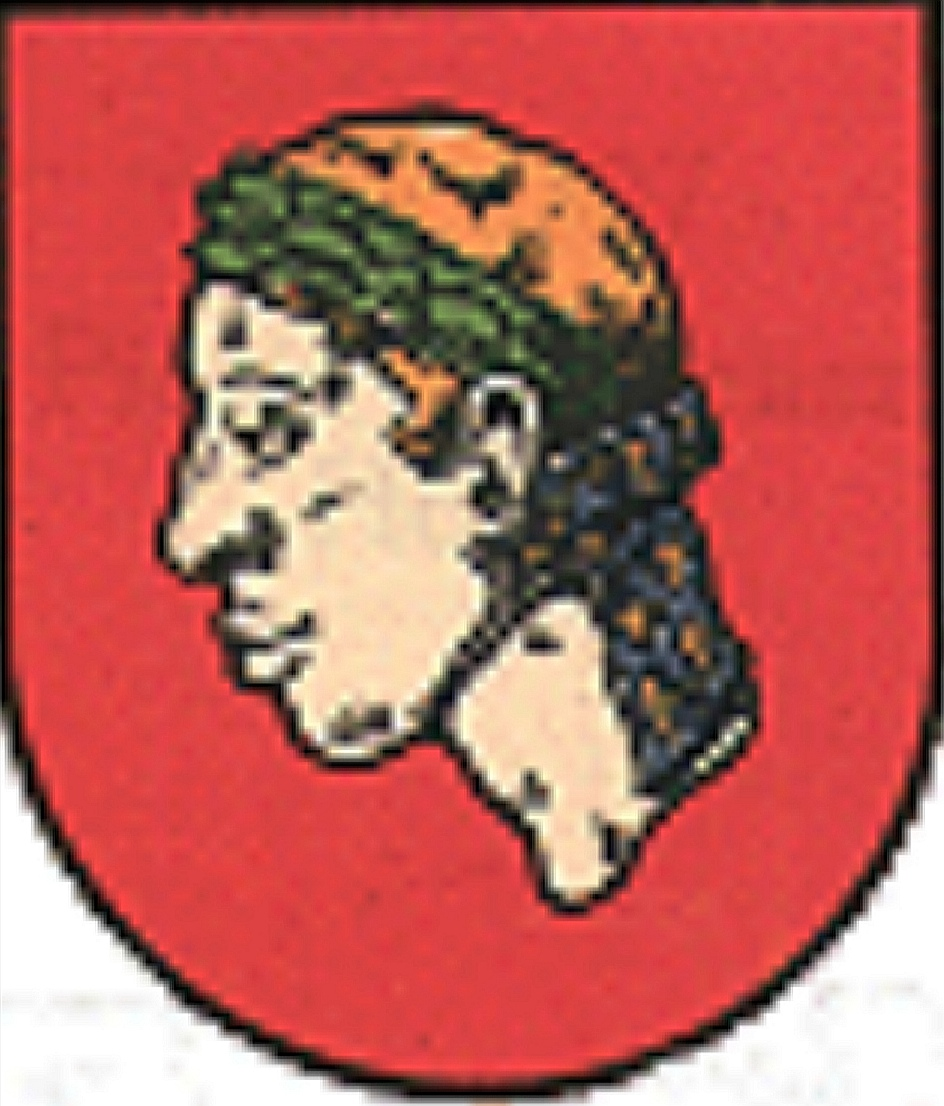
Wappenschild des Pieter Corneliszoon Hooft

- Pieter Jansz Hooft (1575–1636), Cousin des vorherigen; Studien der Medizin und Chemie, Ratsherr von Amsterdam, Kurator der Illustre-Schule und Gelehrter der Lateinschulen, Erfinder eines Perpetuum mobile, Hoofdingeland der Purmer. Wappenschild: Geviertelt: I In Rot ein bartloser Männerkopf aus Silber mit goldenem Haar, umgeben von einem grünen Lorbeerkranz (Hooft); II Eine antike Pflugschar in Blau, schräg nach rechts mit der Spitze nach oben gestellt (Overlander); III In Gold eine rote Kuh (Lons); IV In Blau zwei gewellte Querbalken aus Silber, von oben begleitet von zwei Zeisigen aus Gold und von unten rechts von einem goldenen Stern (6) und links von einer goldenen Wachsähre (Chijs).[6]

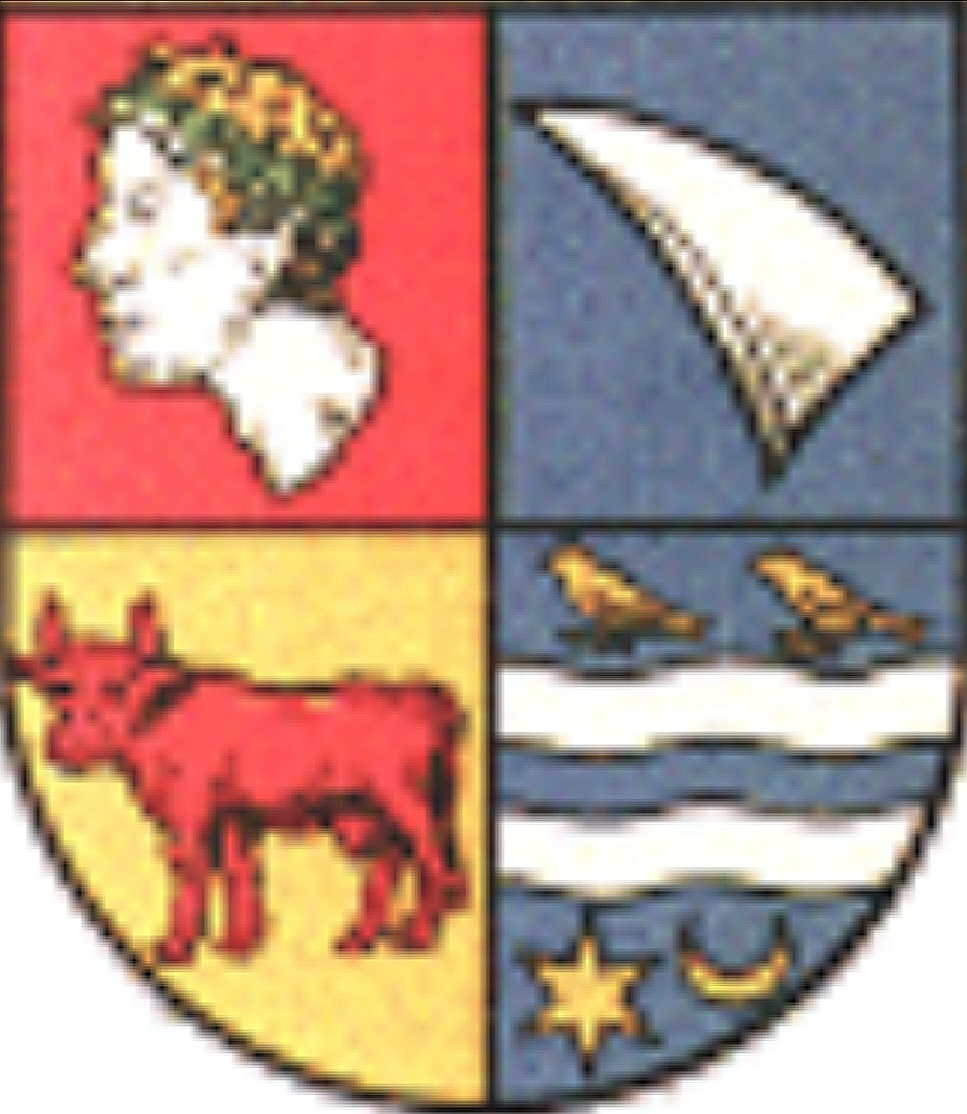
Wappenschild des Pieter Jansz Hooft

## Stammbaum (Auswahl)
1. Jan Hooft
  1. Willem Jansz Hooft († 1562)
    1. Claes Willemsz Hooft († nach 1562)
      1. Claes Claesz Hooft († 1602)
        1. Claes Claesz Hooft
          1. Dirk Claesz Hooft

        2. Willem Claesz Hooft
          1. Claes Willemsz Hooft

    2. Pieter Willemsz Hooft († zwischen 1579 und 1583)
      1. Jan Pietersz Hooft (1543–1602)
        1. Jan Jansz Hooft (1566–1645)
        2. Pieter Jansz Hooft (1575–1636), Schepen von Amsterdam, Hoofdingeland von den Purmer, Erfinder eines Perpetuum mobile
          1. Catharina Hooft (1618–1691), Ehefrau von Cornelis de Graeff (1599–1664)

        3. Geertruid Hooft (1578–1636), Frau der Hohen Herrlichkeit von Purmerland und Ilpendam, Ehefrau von Volkert Overlander; deren Tochter Maria Overlander van Purmerland (1603–1678) ehelichte Frans Banninck Cocq
        4. Willem Jansz Hooft (1581–1637)
          1. Ida Maria Hooft (* 1618), Ehegattin von Daniël van Hogendorp (1604–1673)
          2. Willem Willemsz Hooft (* 1620)

        5. Jacob Jansz Hooft (* 1586)

      2. Cornelis Hooft (1547–1626), Bürgermeister von Amsterdam
        1. Pieter Corneliszoon Hooft (1581–1647), Dichter
          1. Arnout Hellemans Hooft (1629–1680)
            1. Pieter Aernautsz Hooft (1656–1684)
            2. Robert Hellemans Hooft (1622–1699)

        2. Jacob Cornelisz Hooft (1593–1640)
        3. Hendrik Cornelisz Hooft (1599–1627), gestorben in Batavia
        4. Dionijs Cornelisz Hooft

      3. Willem Pietersz Hooft (1549–1605), Schepen von Amsterdam
        1. Henrick Willemsz Hooft (1584–1626)
          1. Henrick Hooft (1617–1678), Bürgermeister von Amsterdam
            1. Dirk Hooft (1647–1677)
            2. Gerrit Hendricksz Hooft (1649–1717), Bürgermeister von Amsterdam
              1. Daniël Hooft van Vreeland (1675–1743), Bürgermeister von Amsterdam
                1. Gerrit Daniëlsz Hooft van Vreeland (1713–1750)
                  1. Daniel Gerritsz Hooft van Vreeland (1741–1803)
                  2. Jacob Hooft (1742–1795)
                    1. Gerrit Hooft (1772–1801)
                      1. Jacob Hooft van Vreeland (1795–1873)
                        1. Gerrit Hooft van Vreeland (1829–1900)

                      2. Hendrik Daniël Hooft van Woudenberg van Geerestein (1798–1879), 1842 in den Niederländischen Adel aufgenommen
                        1. Johannes Hendrik Hooft (1829–1861)
                        2. Hendrik Wijnand Cornelis Hooft (1835–1912)
                          1. Hendrik Daniël Wijnand Hooft (1865–1917)
                          2. Gustaaf Willem Joan Hooft (1866–1945)
                            1. Hendrik Wijnand Cornelis Hooft (1893–1969)
                              1. Hendrik Gustaaf Adolf Hooft (* 1939), Nachkommen
                              2. Pieter Cornelis Hooft

                            2. Gerrit Maurits Gustaaf Hooft (1895–1961), Nachkommen

                          3. Maurits Johannes Hooft (1870–1932)

                        3. Maurits Wijnand Hendrik Hooft (1837–1921)

                    2. Nicolaas Hooft (* 1775), jung verstorben?
                    3. Jacob Jan Hooft (* 1778), jung verstorben?
                    4. Daniël Hooft (1788–1860), 1815 in den Niederländischen Adel aufgenommen

                2. Pieter Hooft (1715–1738)
                3. Hendrik Hooft (1716–1794), Vader Hooft, einer der Anführer der Patriotenbewegung
                  1. Gerrit Hooft (1745–1815)
                  2. Hester Hooft (1748–1795), ehelichte Jan Hendrik van Kinsbergen, Graf von Doggersbank

                4. Jan Danielsz Hooft (1719–1744), ehelichte Maria Margaretha Corver (1723–1777) und begründete die Linie Corver Hooft
                  1. Gerrit Cover Hooft (1744–1807), Bewindhebber WIC, Direktor Sozietät von Suriname
                    1. Jan Corver Hooft (1779–1855), Politiker
                      1. Gerrit Corver Hooft (* 1816), Direktor WIC, Deputierter der Staaten von Nord-Holland; Nachkommen ?
                      2. Jan Reijnaud Corver Hooft (1821–1889), Politiker

                5. Willem Hooft (1724–1803)
                  1. Daniel Willemsz Hooft (1747–1810)
                  2. Isaac Hooft (1751–1823)

                6. Daniel Hooft (1721–1782)
                  1. Daniel Hooft (* 1748)
                  2. Daniel Hooft (1753–1828), Vroedschap von Amsterdam
                  3. Pieter Hooft (1762–1785)

              2. Hendrik Gerritsz Hooft (1676–1752)
                1. Gerrit Pieter Hooft (1726–1805)
                  1. Gerrit Lodewijk Hendrik Hooft (1779–1872), Bürgermeister von Loosduinen und Den Haag, 1816 in den Niederländischen Adel aufgenommen
                    1. Henri Pierre Francois Hooft (* 1818)

              3. Johanna Hooft (1678–1738), ehelichte Johan de Graeff
              4. Gerrit Hooft (1684–1767), Bürgermeister von Amsterdam
                1. Gerrit Gerritsz Hooft (1708–1780), Bürgermeister von Amsterdam
                  1. Gerrit Hooft (1750–1768)

                2. Hendrik Hooft (1710–1801)
                  1. Hester Hooft (1740–1791), ehelichte Joan Graafland (1736–1799) und begründete das Geschlecht Hooft Graafland
                  2. Constantia Geertruida Hooft (1749–1824), ehelichte Hendrik Nicolaas Hasselaer; deren Sohn Henrik Hooft Hasselaer begründete das Geschlecht Hooft Hasselaer

                3. Jacob Hooft (1712–1740)

            3. Hendrick Hendricksz Hooft (1659–1701)
              1. Hendrik Hooft († 1717)

            4. Willem Hooft (1661–1740), Bürgermeister von Delft, ehelichte Maria de Witt (1660–1689), Tochter von Johan de Witt und Wendela Bicker

        2. Jacob Hendricksz Hooft (1588–1658)

      4. Hendrik Pietersz Hooft (1535–1596)
      5. Gerrit Pietersz Hooft (1551–1600)
        1. Jan Gerritsz Hooft (1584–1644)
          1. Jan Jansz Hooft
            1. Jacob Hooft
              1. Jan Hooft (* 1684)

        2. Pieter Gerritsz Hooft (1597–1656)

      6. Dirk Pietersz Hooft
      7. Claes Pietersz Hooft

    3. Jan Willemsz Hooft, de oude (* 1563)
      1. Pieter Jansz Hooft
      2. Thomas Jansz Hooft

    4. Quirijn Willemsz Hooft
      1. Willem Quirinsz Hooft, lebte in Bergen, Norwegen
        1. Quirin Willemsz Hooft (1580–1632)
          1. Warnar Quirijnsz Hooft (* 1617), Kaufmann in Bergen

        2. Pieter Willemsz Hooft (* 1588)

      2. Quirin Quirinsz Hooft

    5. Cornelis Willemsz Hooft († nach 1559)
      1. Jan Cornelisz Hooft († 1600), in 1574 Schepen von Amsterdam, zwischen 1591 und 1600 Rat von der Admiralität von Amsterdam
        1. Pieter Hooft

    6. Jan Willemsz Hooft, de Jonge (jung verstorben)

## Information
Die Daten zu diesem Artikel wurden aus der seit 2006 bestehenden Graeff Forschung von Matthias Laurenz Gräff übernommen.